# 捷豹E-Type
捷豹E-Type（英語：Jaguar E-Type）是捷豹汽車在1961年至1974年間生產的一款跑車。恩佐·法拉利曾讚嘆此車為「有史以來最漂亮的汽車」（the most beautiful car ever made）。此車曾出現於1997年電影《王牌大賤諜》和2011年電影《極速秒殺》之中。

## 外部連結
- 中的“捷豹E-Type”
- On-line Registry with 12,000+ car records and 89,000+ photos of the E-Type （页面存档备份，存于）
- Jaguar International （页面存档备份，存于）
- Jaguar USA （页面存档备份，存于）
- Jaguar MENA （页面存档备份，存于）